# Opel 3,7 L
 (mars 2025).
 (mars 2025).
L’Opel 3,7 L, ou Opel 14/50 PS, est une voiture de la catégorie luxueuse construite par Adam Opel AG qu’en 1929 pour succéder au modèle 12/50 PS.

## Historique et technologie
Au début de l’année 1929, Opel a présenté la 3,7 L en tant que successeur de la 12/50 PS et a présenté en même temps la 4,2 L en tant que successeur du plus grand modèle 15/60 PS.
Le moteur était un moteur six cylindres d’une cylindrée de 3 636 cm³. Il produisait 50 ch (37 kW) à 2 800 tr/min et le couple était fixé à 130 Nm à 2 400 tr/min. La puissance du moteur était transmise à l’essieu via un embrayage multidisque, une boîte de vitesses manuelle à trois vitesses, un arbre à cardan et un différentiel.
Le cadre en échelle était constitué de profilés en U en acier, les deux essieux rigides étaient suspendus à des ressorts à lames (semi-elliptiques à l’avant et quart-elliptiques à l’arrière) et ils étaient équipés d’amortisseurs. Les quatre roues étaient ralenties par des freins à tambour.
Il y avait trois styles de carrosserie, une voiture de tourisme, une limousine Pullman et un break.
Fin 1929, la construction de la 3,7 L est arrêtée. La successeur est l’Opel Admiral de 1937.